# オルハン・パムク
オルハン・パムク（トルコ語: Orhan Pamuk、1952年6月7日 - ）は、トルコの作家。現代トルコを代表する小説家であり、故郷の町イスタンブールを舞台に、トルコの西欧化の問題をポストモダニズムとも言われる前衛的な作風で描くことで知られる。2006年にノーベル文学賞を受賞し、トルコ人で初のノーベル賞受賞者となった。代表的な作品に『白い城』『黒い本『新しい人生』『わたしの名は紅（あか）』『無垢の博物館』『雪』など。

## 来歴
イスタンブールの裕福な家庭に生まれる。7歳から22歳のときまでは画家を志していた。ロバート・カレッジ・セカンダリー・スクールを卒業後、大学は当初イスタンブール工科大学で建築学を学んでいたが、その後執筆業志望に転向しイスタンブール大学ジャーナリズム科を卒業した。1982年、初めて書いた小説『ジュヴベット・ベイと息子たち』で文壇デビュー、同作はトルコの有力紙『ミリエット』のコンテストで一位となったうえ、トルコにおける文学賞の最高権威であるオルハン・ケマル賞を受賞した。1983年の次作『静かな家』ではマダラル賞を受賞。1985年の『白い城』はほとんどの西欧語に訳され、『ニューヨーク・タイムズ』で絶賛、『インデペンデント』紙の外国語小説賞を受けるなど国際的な知名度を高めた。国内でベストセラーとなった『黒い本』（1990年）、『新しき人生』（1994年）も海外で評判となる。
1998年の『わたしの名は紅』は国外各紙の書評で大きく取り上げられて国際的ベストセラーとなり、フランスの最優秀海外文学賞、アイルランドの国際IMPACダブリン文学賞、イタリアのグリンザーネ・カブール市外国語文学賞を受賞するなど高い評価を受けた。同作品は16世紀イスタンブールの細密画の世界を舞台にしたミステリ仕立ての長編で、しばしばウンベルト・エーコの『薔薇の名前』と比較されている。同年、25年間の執筆活動における随筆、評論をまとめた『他の色』を刊行。2002年の『雪(Snow)』はトルコ北東、アルメニアとの国境付近の町カルスを舞台にした、著者自身が最初で最後と称する政治小説で、前作をさらにしのぐベストセラーとなった。2005年には同作でフランスのメディシス賞外国小説部門を受けている。2003年、自伝的作品『イスタンブール』を発表。
2005年、スイス紙へのインタビューにおいて、国内でタブー視されているアルメニア人虐殺問題に関し、政府は100万人のアルメニア人と3万人のクルド人を虐殺した事実を認めるべきだと発言したとして国家侮辱罪に問われ、世界のメディアから注目を浴びた（2006年1月に不起訴）。国際的に認知される有名作家パムクの発言はトルコの欧州連合(EU)加盟問題に関わるトルコの人権問題にも波及した。パムク自身は、長年タブー扱いされていた問題も触れられるべきだという意図で行った発言が歪曲されてしまったとしている。 

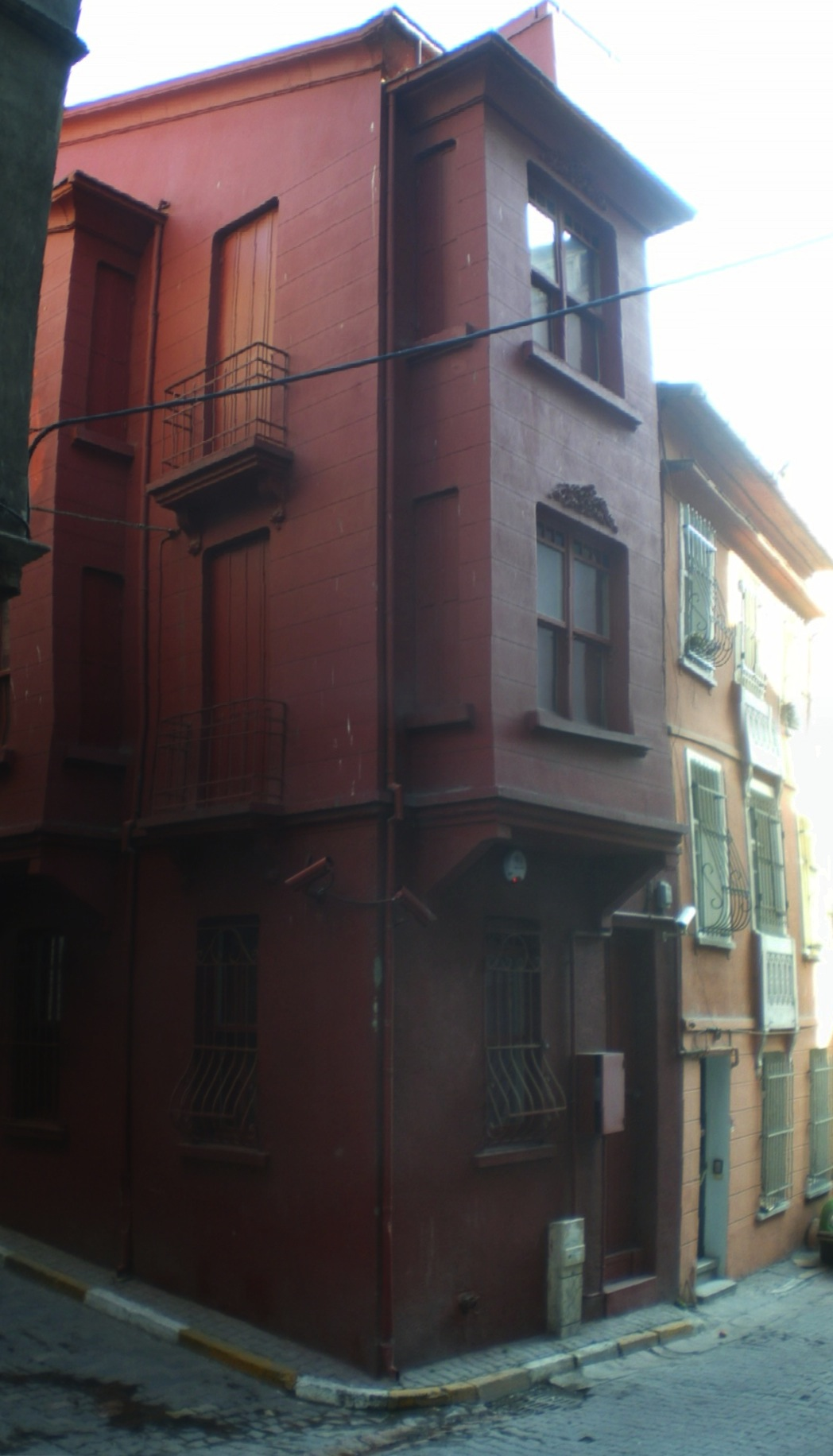
小説と連動してイスタンブールに作られた「無垢の博物館」

2005年、フランクフルト・ブックフェアにて平和大賞を受賞。2006年、「故郷の街のメランコリックな魂を探求する中で、文明の衝突と混交との新たな象徴を見出した」（"who in the quest for the melancholic soul of his native city has discovered new symbols for the clash and interlacing of cultures"）としてノーベル文学賞を受賞。トルコ人のノーベル賞受賞は史上初であった。2008年、受賞第一作『無垢の博物館』を発表。近代化の波が押し寄せるイスタンブールを舞台にした恋愛小説であるが、2012年春にはパムク自身によって、作品世界とリンクした同名の博物館がイスタンブールにつくられた。パムクは当初から小説と現実の博物館を一体のものとして構想しており、同博物館は小説の内容に沿って展示が行われると同時に、1950年代から半生記にわたるイスタンブールの市民の生活を再現するものとなっている。ノーベル賞の賞金は同博物館の設立のためにつぎ込まれたという。
コロンビア大学客員教授（1985年 - 1988年）を経て、2006年に同大学の中東言語文化学科教授に就任（2006年 - ）。この間、writer-in-residenceとしてバード大学にも3年間在籍している。
パムクは日本の作家も英訳を通してよく読んでおり、特に西欧化に耽溺しながら後に失望し自国の古典に回帰した谷崎潤一郎に共鳴するとしている。2004年には初来日を果たした。日本での版元である藤原書店と信頼関係を築いており、来日の際は書店の人々と小さな焼き鳥屋で歓談するのが恒例となっているという。（藤原書店PR誌「機」の記述より）

## 作品リスト
2011年前半時点で世界50カ国近くで翻訳されている。トルコ国内は合計140万部売れており、最も売れているのは『新しき人生』（22万部）、『わたしの名は紅』（21万5千部）、続いて『雪』（16万5千）、『無垢の博物館』（15万6千）である。
- Cevdet Bey ve Oğulları (『ジュヴデット・ベイと息子たち』、小説) 1982年
- Sessiz Ev (『静かな家』、小説) 1983年
- Beyaz Kale (『白い城』、小説) 1985年
- Kara Kitap (『黒い本』、小説) 1990年
- Yeni Hayat (『新しき人生』、小説) 1994年
- Öteki Renkler (『他の色』、エッセイ) 1998年
- Benim Adım Kırmızı (『私の名は紅（あか）』、小説) 1998年
- Kar (『雪』、小説) 2002年
- İstanbul: Hatıralar ve Şehir (『イスタンブール—思い出とこの町』、小説) 2003年
- Masumiyet Müzesi (『無垢の博物館』、小説)  2008年
- Veba Geceleri (『ペストの夜』、小説) 2021年

## 日本語訳

### 単著
- 『わたしの名は紅（あか）』和久井路子訳、藤原書店、2004年11月。ISBN 4-89434-409-2。
  - 『わたしの名は赤』 上、宮下遼訳（新訳版）、早川書房〈ハヤカワepi文庫 epi 66〉、2012年1月。ISBN 978-4-15-120066-3。
  - 『わたしの名は赤』 下、宮下遼訳（新訳版）、早川書房〈ハヤカワepi文庫 epi 67〉、2012年1月。ISBN 978-4-15-120067-0。
- 『雪』和久井路子訳、藤原書店、2006年3月。ISBN 4-89434-504-8。
- 『父のトランク　ノーベル文学賞受賞講演』和久井路子訳、藤原書店、2007年5月。ISBN 978-4-89434-571-3。
- 『イスタンブール　思い出とこの町』和久井路子訳、藤原書店、2007年7月。ISBN 978-4-89434-578-2。
- 『白い城』宮下志朗・宮下遼訳、藤原書店、2009年12月。ISBN 978-4-89434-718-2。
- 『新しい人生』安達智英子訳、藤原書店、2010年8月。ISBN 978-4-89434-749-6。
- 『無垢の博物館』 上、宮下遼訳、早川書房、2010年12月。ISBN 978-4-15-209180-2。
- 『無垢の博物館』 下、宮下遼訳、早川書房、2010年12月。ISBN 978-4-15-209184-0。
  - 『無垢の博物館』（上下）、宮下遼訳、早川書房〈ハヤカワepi文庫 epi〉、2022年8月
- 『僕の違和感』 上、宮下遼訳、早川書房、2016年3月。ISBN 978-4-15-209598-5。
- 『僕の違和感』 下、宮下遼訳、早川書房、2016年3月。ISBN 978-4-15-209599-2。
- 『黒い本』鈴木麻矢訳、藤原書店、2016年3月。ISBN 978-4-86578-062-8。
- 『赤い髪の女』宮下遼訳、早川書房、2019年10月。ISBN 978-4-15-209888-7。
- 『パムクの文学講義』 山崎暁子訳、岩波書店、2021年8月。ISBN 978-4-00-061484-9。
- 『ペストの夜』 上、宮下遼訳、早川書房、2022年11月。ISBN 978-4-15-210185-3。
- 『ペストの夜』 下、宮下遼訳、早川書房、2022年11月。ISBN 978-4-15-210186-0。

### 短編
- 「アフメト・ハムディ・タンプナルとトルコ・モダニズム」『トルコとは何か』藤原書店〈別冊『環』 14〉、2008年5月。ISBN 978-4-89434-626-0。
- オルハン・パムク 述「言葉が生まれる瞬間」『石牟礼道子全集　不知火 第15巻（全詩歌句集ほか）』藤原書店、2012年3月。ISBN 978-4-89434-847-9。

### 記事
- 「SOCIETY 視点 異邦人と孤独が彩る町」『Newsweek』第20巻35（通号 971）、阪急コミュニケーションズ、2005年9月14日、66頁、ISSN 0912-2001。
- 「文化とは混合物です。――〔2006年〕十月十二日、ノーベル賞公式サイトのインタビュー」『環　歴史・環境・文明』第27巻2006 Aut、藤原書店、2006年、7-10頁。
- オルハン・パムク、マルコム・ジョーンズ「ARTS & ENTERTAINMENT 独占取材 ノーベル文学賞受賞オルハン・パムクの素顔」『Newsweek』第21巻41（通号 1026）、阪急コミュニケーションズ、2006年10月25日、45頁、ISSN 0912-2001。
- Orhan Pamuk、ヤセミン・チョンガー「書くことが、わたしを救う――オルハン・パムク氏、授賞式直前インタビュー」『環　歴史・環境・文明』第28巻2007 Win、藤原書店、2007年、5-14頁。
- Orhan Pamuk「ノーベル文学賞授賞式講演　父のトランク」『環　歴史・環境・文明』第28巻2007 Win、藤原書店、2007年、15-28頁。
- Orhan Pamuk「オルハン・パムク自作を読む――「カルスの雪のノートから」」『Anatolia news』第122号、日本・トルコ協会、2008年9月、44-48頁。
- Orhan Pamuk「オルハン・パムク氏による解説」『Anatolia news』第122号、日本・トルコ協会、2008年9月、48-51頁。
- Orhan Pamuk、辻井喬・小倉和夫「パムクと語る――東洋の西端と東端から」『Anatolia news』第122号、日本・トルコ協会、2008年9月、52-62頁。